# Remember the Time
"Remember the Time је песма Мајкла Џексона издата као сингл у марту 1992. Издат као други сингл албума Dangerous, био је успешан покушај да се створи популарна песма њу џек свинг жанра у сарадњи са Тедијем Рајлијем. 
Спот песма попут осталих Џексонових има форму кратког филма и траје више од девет минута. Радња се врши у старом Египту. На споту се појављују познати глумац Еди Марфи, НБА кошаркаш Меџик Џонсон и супермодел Иман. 
| Чарт                                       | Највиша позиција |
| ------------------------------------------ | ---------------- |
| САД                                        | 3                |
| САД- ерплеј листа                          | 1                |
| САД- листа денс синглова                   | 2                |
| САД- листа ритам и блуз и хип-хоп синглова | 1                |
| САД- листа иновативних синглова            | 15               |
| Нови Зеланд                                | 1                |
| Велика Британија                           | 3                |
| Швајцарска                                 | 4                |
| Француска                                  | 5                |
| Италија                                    | 10               |
| Аустралија                                 | 6                |
| Немачка                                    | 8                |
| Норвешка                                   | 10               |
| Шведска                                    | 8                |
| Аустрија                                   | 16               |